# 短斑叉牙鰕虎魚
斑叉牙鰕虎鱼（学名：Apocryptodon punctatus）為輻鰭魚綱鰕虎鱼目鰕虎鱼科叉牙鰕虎鱼属的其中一種，分布於西北太平洋的日本海域，體長可達6.7公分，棲息在河口及潮間帶淡水及半鹹水處，會掘洞而居。

## 外部連結
斑叉牙鰕虎鱼的圖片 （页面存档备份，存于）